# 雁栖地区
雁栖地区是中华人民共和国北京市怀柔区下辖的一个地区办事处，同时保留雁栖镇名称，其行政事务机构实行“一套人马，两块牌子”的体制，地区办事处与镇政府合署办公。2019年被评为中国文化百强镇。

## 历史
范各庄人民公社于1961年5月建立，1983年改为范各庄乡:726，同年其境内的北台上水库经北京市批准开发为雁栖湖旅游区:731。1994年11月18日，原怀柔县范各庄乡改为雁栖镇。

## 行政区划
雁栖地区下辖以下地区：
新村社区、柏泉社区、乐园庄村、陈各庄村、下庄村、范各庄村、永乐庄村、北台下村、北台上村、下辛庄村、泉水头村、柏崖厂村、长元村、莲花池村、神堂峪村、官地村、石片村、北湾村、大地村、头道梁村、西栅子村、八道河村和交界河村。